# 大尖後山
大尖後山，又名冬瓜山，是台灣新北市金山區重和里的一座山峰，位於陽明山國家公園範圍內，標高885公尺。該山周圍均為北磺溪諸支流的源流區。
大尖後山是一座火山，其組成岩石主要為含橄欖石兩輝角閃安山岩。:137該山屬於大屯火山群之下的磺嘴山亞群。